# 楊旦 (弘治進士)
楊旦（1460年—1530年），字晉叔，福建建安縣（今屬福建建甌市）人，明朝政治人物。內閣首輔楊榮曾孙。弘治庚戌进士。累官至南京吏部尚書。

## 生平
成化十九年（1483年）癸卯科福建鄉試第四十六名。弘治三年（1490年）庚戌科會試第六十七名，二甲第一名進士，由吏部主事、郎中历太仆寺、太常寺少卿。因得罪權閹劉瑾，左遷至浙江溫州府知府，因治理有佳，升任浙江提學副使。
正德五年（1510年），劉瑾伏誅，调應天府府尹。累升至南京礼部右侍郎，改戶部侍郎，監督京師等地的糧倉，并出使甘肅處理兵餉事務。回朝后，晋升為都察院右都御史，總督兩廣軍務，討伐平定番禺、清遠、河源等地瑤民叛亂。嘉靖年間，遷南京吏部尚書。當時恰逢吏部尚書喬宇被罷免，皇帝命楊旦代任，未抵達，其就被給事中陳洸彈劾，被勒令致仕，卒於家。

## 家族
曾祖楊榮，少師工部尚書兼註身殿大學士，贈太師，諡文敏；祖父楊錫；父楊仕儀，母周氏。